# Amphinemura tibetensis
Amphinemura tibetensis är en bäcksländeart som beskrevs av Zhu, F. och Ding Yang 2003. Amphinemura tibetensis ingår i släktet Amphinemura och familjen kryssbäcksländor. Inga underarter finns listade i Catalogue of Life.